# Cluricaune

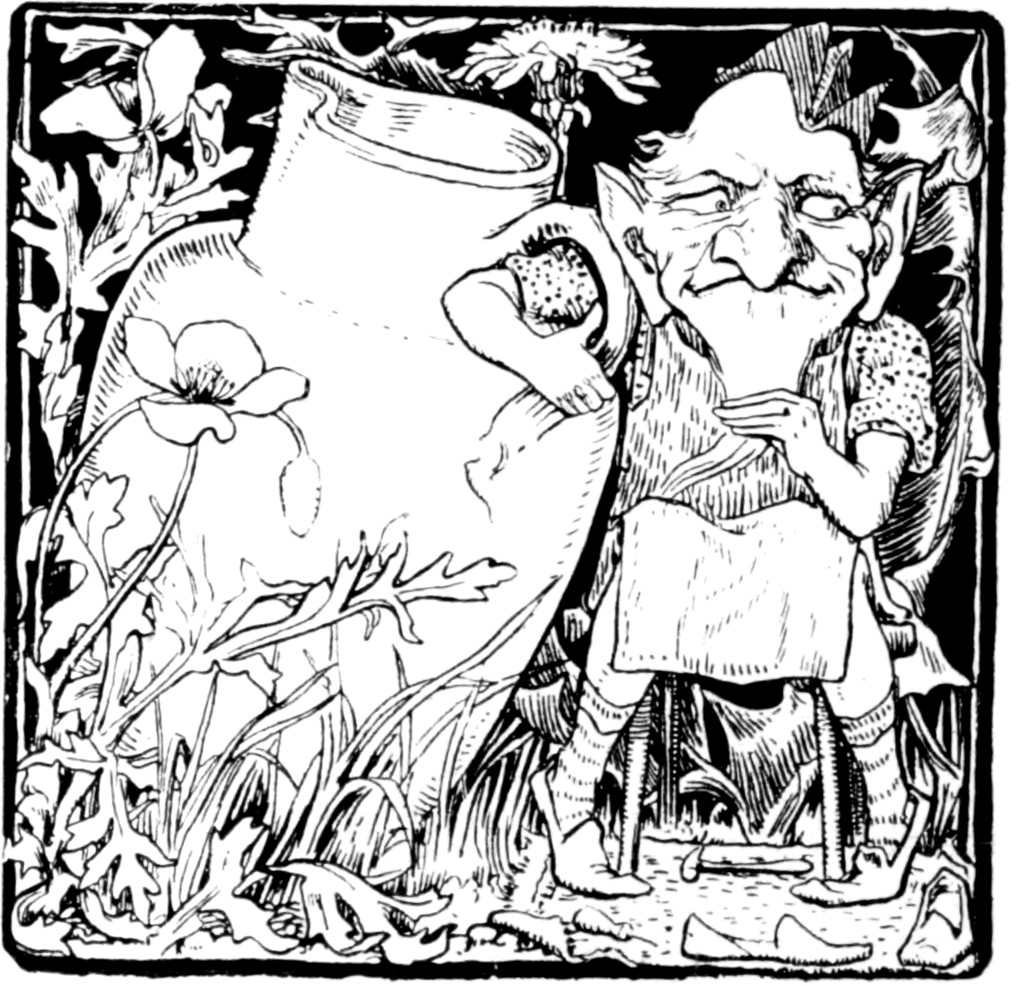
Représentation d'un cluricaune dans l'ouvrage Fairy Legends and Traditions of the South of Ireland de T. C. Croker

Le cluricaune est un esprit originaire d'Irlande. Il est affilié aux riches leprechauns. Sa particularité est d'être spécialisé dans la création de fausse monnaie. 

## Description
Le cluricaune est souvent dépeint comme un petit être, haut d'environ quinze centimètres. Ils sont reconnaissables par leurs habits, qui sont un long manteau rouge, des chausses bleues, et un large bonnet de nuit coloré.

## Activités
Le cluricaune, contrairement à son cousin le leprechaun, n'est pas un esprit zélé. Leur plus grande activité est le fait de réaliser de la fausse monnaie, comme le témoigne Robert Kirk, dans son ouvrage "La république mystérieuse des elfes, faunes, fées et autres semblables" publié en 1691:
"Les auteurs anglais eux-mêmes racontent que dans l'île de Barry, dans le Glamorganshire, si l'on approche l'oreille d'une crevasse des rochers, l'on entend toujours distinctement le bruit des soufflets, les coups de marteau, le choc des armures, le limage du fer, depuis que Merlin a enchanté ces êtres souterrains surnaturels en les obligeant à forger, de leurs propres mains, des armes pour Aurélius Ambrosius et ses Bretons jusqu'à son retour; Merlin ayant été tué dans une bataille et n'étant pas revenu pour faire cesser l'enchantement, ces actifs vulcains sont ainsi condamnés à un travail perpétuel"